# Mudéjararkitektur i Aragonien
Mudéjararkitektur i Aragonien er en æstetisk retning i Mudéjarstilen, der har sit centrum i Aragonien i Spanien og som har opnået opmærksomhed ved, at en række bygningsværker har opnået status som verdensarv.
Kronologien for de aragonesiske Mudejarer spænder fra 1100-talet og frem til 1600-talet og omfatter flere end hundrede arkitektoniske monumenter beliggende først og fremmest i dalene ved Ebro, Jalón og Juloca. I området fandtes en stor befolkning med muslimsk ophav, selv om mange var kristnet.

## Eksterne links
- UNESCO 'Aragon' World Heritage website
- Aragonese Mudejar Art Arkiveret 20. oktober 2008 hos  Wayback Machine
- Aragonese Mudejar på regionens hjemmeside Arkiveret 29. september 2010 hos  Wayback Machine

|  | Denne artikel kan blive bedre, hvis der indsættes geografiske koordinater Denne artikel omhandler et emne, som har en geografisk lokation. Du kan hjælpe ved at indsætte koordinater i wikidata. |